# 楠本捷一朗
楠本 捷一朗（くすもと しょういちろう、1936年6月20日 - 2011年5月1日）は、日本の経済学者。専門は数理経済学、ミクロ経済学、厚生経済学。筑波大学名誉教授。経済学博士（ロチェスター大学）。

## 人物・経歴
京都府生まれ。1965年横浜国立大学経済学部経済学科卒業。1969年一橋大学大学院経済学研究科修士課程修了。指導教官荒憲治郎。1973年ロチェスター大学大学院博士課程修了、経済学博士（Ph.D（Economics））。
1974年千葉大学人文学部助教授。1979年筑波大学社会工学系助教授。1989年同教授。1993年同社会工学類長。1995年同大学院社会工学研究科長。1996年からは同博士課程長として、斯波恒正とともに、社会工学研究科博士課程計量ファイナンス・マネジメント専攻の開設にあたった。2000年九州産業大学経済学部教授、筑波大学名誉教授。
2011年5月1日、叙従四位、授瑞宝小綬章。

## 著作

### 著書
- 『経済と政策 : 理論入門』西日本法規出版、2003年。

### 訳書
- P.シャンソール, J.-C.ミルロン『ミクロ経済学 : モデル分析』東洋経済新報社、1986年。著